# Машкова Христина Геннадіївна
Христина Геннадіївна Машкова (рос. Кристина Геннадьевна Машкова; нар. 30 червня 1992) — російська футболістка, захисниця московського «Локомотива» та національної збірної Росії.

## Життєпис
Займалася футболом з восьми років, вихованка клубу «Чертаново» (Москва) та звенигородського училища олімпійського резерву. У дорослому футболі дебютувала у складі команди «УОР-Зірки» у 2009 році, провів два сезони у вищій лізі Росії. Потім упродовж чотирьох сезонів виступала за «Мордовочку» (Саранськ), а в 2015 році грала за підмосковний «Зоркий». Загалом у цей період зіграла понад 100 матчів у вищій лізі, відзначилася одним голом — 3 жовтня 2015 року у складі «Зоркого» у матчі проти «Рязані».
У 2016—2018 роках виступала у чемпіонаті Казахстану за клуб «БІІК-Казигурт» (Шимкент), стала триразовою чемпіонкою країни. У своєму першому сезоні зіграла 13 матчів та відзначився 2-ма голами у вищому дивізіоні. Також у складі казахстанського клубу провела 19 матчів у жіночій Лізі чемпіонів.
У 2019 році повернулася до Росії і підписала контракт із клубом «Рязань-ВДВ». Також у складі казахстанського клубу провела 19 матчів у жіночій Лізі чемпіонів.
У 2019 році повернулася до Росії і підписала контракт із клубом «Рязань-ВДВ». У 2020 році перейшла до «Локомотиву», з яким у тому ж сезоні стала срібним призером чемпіонату. Чемпіонка Росії 2021 року.
Виступала за юнацьку та молодіжну збірну Росії. У національній збірній Росії дебютувала 8 жовтня 2019 року у відбірному матчі чемпіонату Європи проти команди Нідерландів.

## Особисте життя
Машкова є лесбійкою. У стосунках з українською футболісткою — Дарією Кравець.